# کون پدرسون فاکس
کون پدرسون فاکس (به انگلیسی: Kohn Pedersen Fox) مشهور به کی پی اف (به انگلیسی: KPF) یکی از بزرگترین شرکت‌های معماری جهان است.
این شرکت آمریکایی در سال ۱۹۷۶ در فیلادلفیا و توسط یوجین کون (به انگلیسی: Eugene Kohn)، ویلیام پدرسون (به انگلیسی: William Pedersen)، و شلدون فاکس (به انگلیسی: Sheldon Fox) تأسیس گردید. یوجین کون مدتی برای وینسنت کلینگ و ولتون بکت کار کرد، و همانند شلدون فاکس دانش آموختهٔ دانشگاه پنسیلوانیا بود. پدرسون در دانشگاه مینه‌سوتا و ام آی تی تحصیل کرد و برای آی ام پی کار کرد.
این شرکت امروزه در اروپا و آسیا نیز شعبات بزرگی دارد و تاکنون جوایزی را نیز به نام خود کرده.

## برخی آثار
- ماندارین اورینتال

## نگارخانه برخی آثار

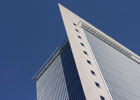
بانک فدرال رزرو دالاس
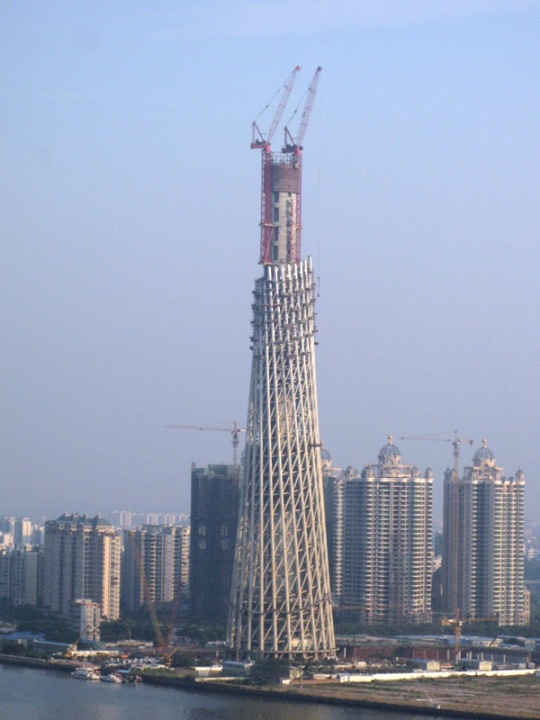
برج گوانگژو، چین (بهمراه شرکای دیگر)
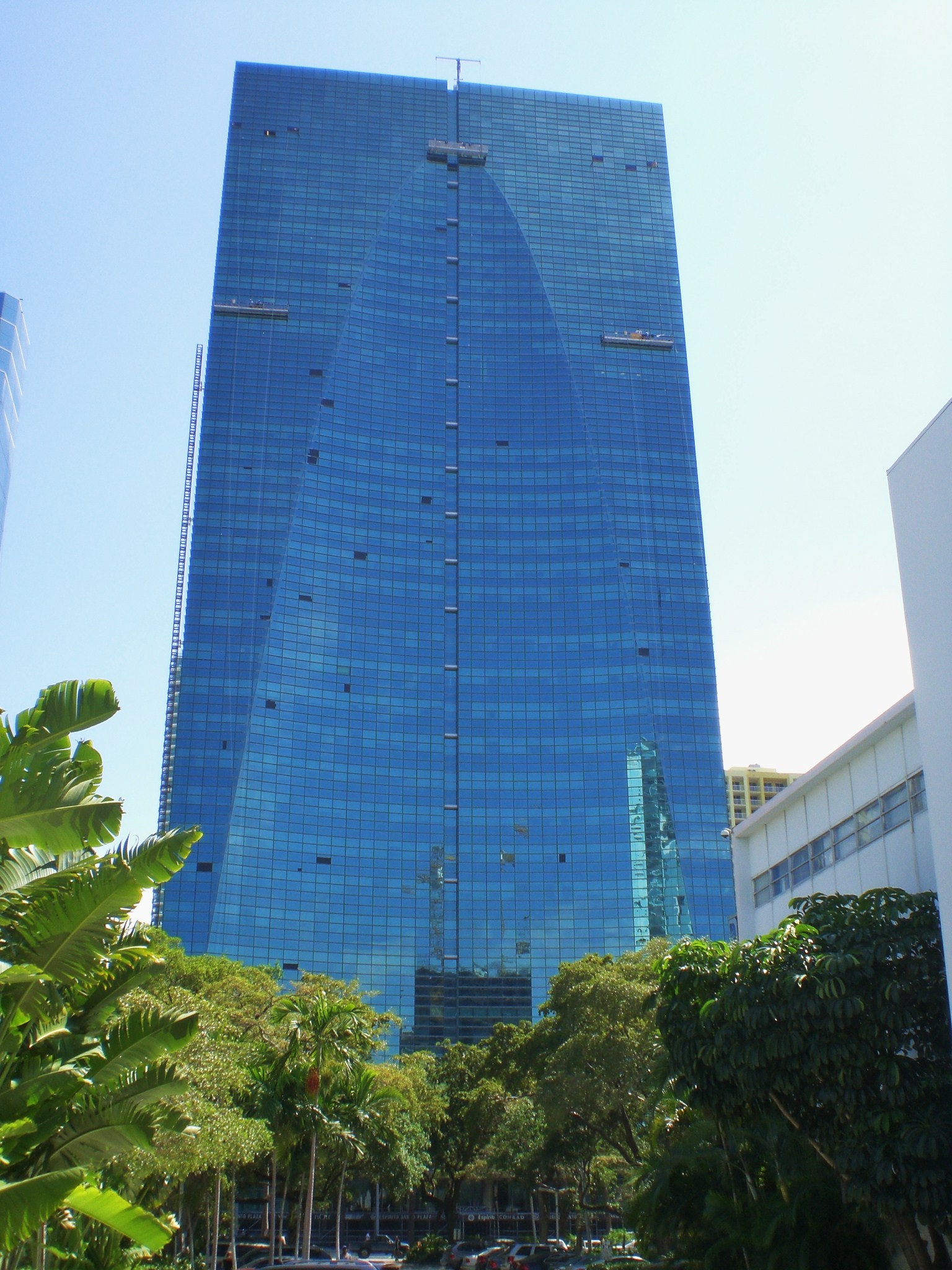
برج اسپیریتو سانتوس، میامی، فلوریدا
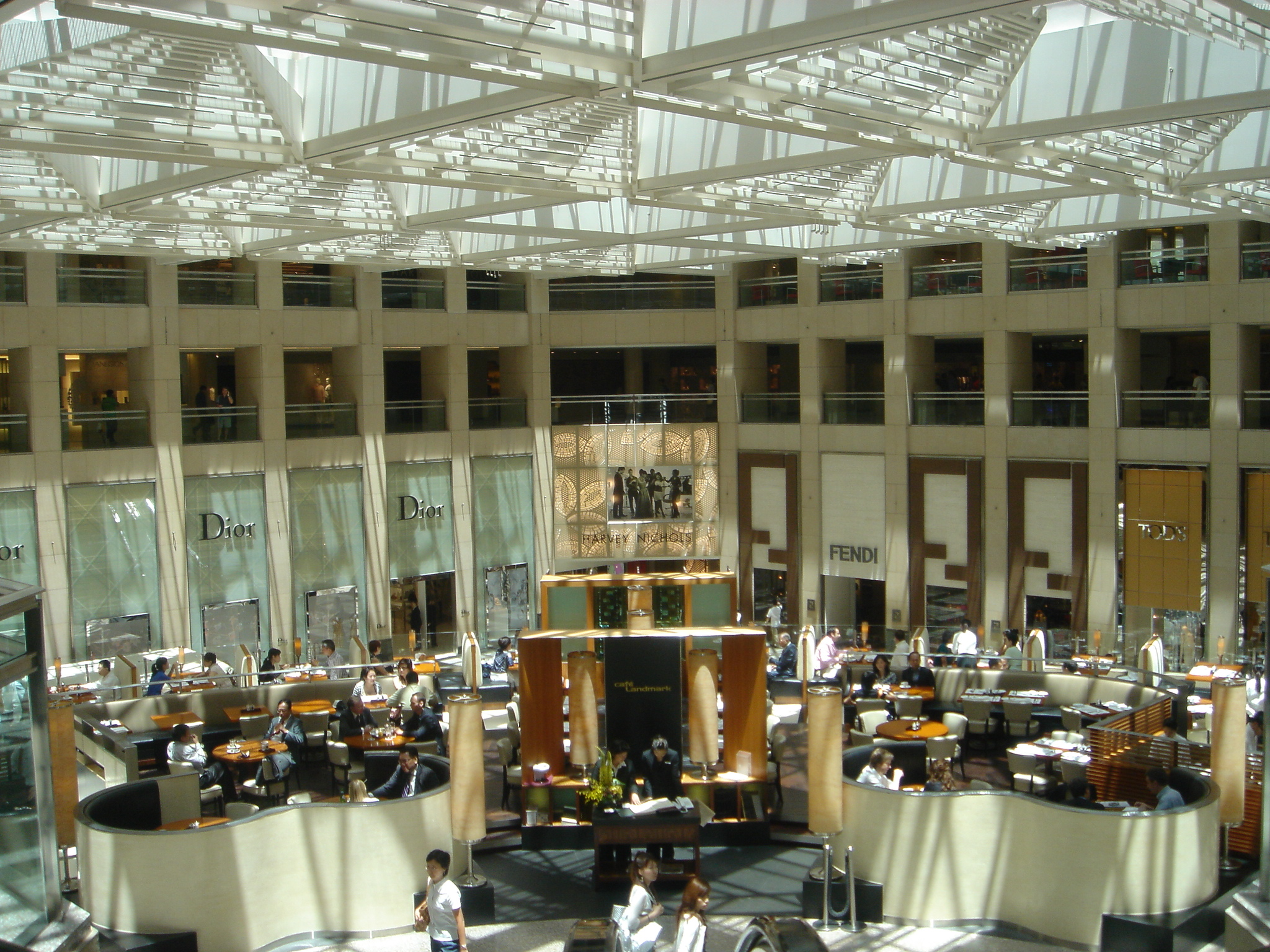
مرکز خرید لندمارک، هنگ کنگ